# Jonathan Harker
Jonathan Harker è uno dei personaggi principali e protagonista della prima parte del romanzo Dracula di Bram Stoker.

## Nel romanzo di Stoker
Harker è un giovane e brillante avvocato londinese, prossimo alle nozze con la fidanzata Mina Murray, che viene incaricato di recarsi in Transilvania presso il castello del Conte Dracula, per conto della sua agenzia immobiliare. Dopo un viaggio all'insegna di foschi presagi, il giovane giunge al castello, dove, dopo aver scoperto che il conte è un vampiro, riesce a fuggire tra mille difficoltà. Salvato grazie all'opera pia di un ospedale gestito da monache ortodosse, Harker riesce a riprendersi e a sposare Mina, tuttavia è provato nel fisico e a stento riuscirà a trovare l'energia per affrontare Dracula, di cui Harker è la nemesi. Sarà lui a uccidere Dracula, insieme al suo amico Quincey Morris, e a salvare Mina e a liberare lo stesso Dracula dalla dannazione eterna.

## Nei media
Al cinema è stato rappresentato in diversi modi, dal vampirologo più o meno esperto e assistente di Van Helsing nel Dracula il vampiro di Terence Fisher, al predestinato alla vampirizzazione del Nosferatu il vampiro di Werner Herzog, dove nel finale un vampirizzato Bruno Ganz, si avvia a cavallo in cerca di nuove prede dopo aver fatto arrestare Van Helsing per l'omicidio di Dracula. Nell'immaginario collettivo, l'interpretazione più conosciuta è probabilmente quella di Keanu Reeves nel film di Francis Ford Coppola, nel quale appare (anche se solo accennato) il legame tra Harker e Dracula, i quali, innamorati della stessa donna, invecchiano l'uno al ringiovanire dell'altro e viceversa, ma il più fedele al personaggio del romanzo è quello di Bosco Hogan, in Count Dracula del 1977, prodotto dalla BBC.
Jonathan Harker è presente anche nel videogioco per Playstation e PC Dracula: La risurrezione e nel suo seguito Dracula 2: L'ultimo santuario: il gioco è una storia originale in cui, 7 anni dopo la presunta morte di Dracula, Harker cerca di salvare Mina, che sembra essere stata soggiogata nuovamente dal vampiro.
Jonathan Harker ha probabilmente ispirato il personaggio di Jonathan Joestar, protagonista di Phantom Blood, ovvero la prima parte del manga e anime Le bizzarre avventure di JoJo.